# Bès (affluent de la Bléone)
Pour les articles homonymes, voir Bès.
Le Bès est un cours d'eau des Alpes-de-Haute-Provence et un affluent de la Bléone, donc un sous-affluent du Rhône par la Durance.

## Géographie
Le Bès est un cours d'eau d'une longueur de 38,8 kilomètres des Alpes-de-Haute-Provence et un affluent de rive droite de la Bléone, donc un sous-affluent du Rhône par la Durance.
Il prend sa source dans les alpages de Couloubroux, hameau de la commune de Seyne les Alpes, dans les contreforts de Rocheclose et du Col des Têtes. 
Il se jette dans la Bléone au niveau de la commune de Digne-les-Bains.

## La vallée du Bès
La vallée du Bès abrite la plus grande concentration de sites de la Réserve Naturelle Géologique de Haute-Provence ,,, et est une vallée pittoresque empruntée par la route départementale 900A (ancienne route nationale 100a), qui rejoint la route départementale 900 après avoir contourné le Blayeul.
La partie touristique de la vallée commence à Verdaches et comprend presque tout l'aval de la rivière.
Elle comporte plusieurs sites géologiques reconnus : fossiles végétaux et animaux (ichtyosaure, oiseaux), formes sédimentaires (fond marin) et tectoniques (lame de Facibelle, vélodrome de la Robine, Clues).
En raison de sa localisation géologique particulière, prisonnière entre la poussée alpine et la poussée pyrénéenne, la commune de Barles notamment regorge de sites exceptionnels. Des millions d'années de témoignage, attirant les étudiants en géologie du monde entier.  

## Monuments
Plus de vingt œuvres d'art y sont implantées dont :
- trois Refuges d'Art (Andy Goldsworthy) ;
- dix œuvres de la VIAPAC (route de l'art contemporain, réseau de sites entre Digne-les-Bains et l'Italie) : œuvres de John Fontcuberta, Stéphane Bérard, de Paul-Armand Gette pour les œuvres implantées dans la vallée du Bès) ;
- une douzaine de traces d'herman de vries (discrètes inscriptions dorées sur des pierres).

## Histoire
Vallée sauvage et encaissée que les eaux torrentielles ont creusé à travers des barres rocheuses, façonnant ainsi à travers le temps des paysages très pittoresques. Ce n’est qu’à la fin du XIXe siècle, à la main, à l'aide de barres à mines et d’explosifs que les hommes ont enfin taillé dans le rocher une voie de communication carrossable remplaçant ainsi les anciens chemins muletiers de crête aujourd’hui embroussaillés.
Cette route, tant espérée, point d’appui indispensable à la survie de la vallée allait permettre à de nombreuses familles de quitter cette vallée où gagner sa vie sur les pentes raides était si dur. La mort de dizaines de jeunes hommes lors de la Première Guerre mondiale allait encore accentuer cette tendance.
Encore aujourd'hui, on observe des cabanes comme celle des Germes, construites avant l’ouverture à la circulation des véhicules à moteur des chemins communaux desservant les nombreux hameaux de la commune. Ces cabanes servait alors de relais pour entreposer les livraisons acheminées par la RD900A. 
Après la dernière guerre, l’attrait de la ville et d’une vie meilleure, la difficulté de mécanisation, ont encore aggravé la situation. La déprise agricole et ses dramatiques conséquences que sont la désertification, le manque d’espoir de ceux qui sont restés ont traversé tous les villages.
Des hameaux ont été abandonnés, d’autres se sont désertifiés, et le départ des jeunes a provoqué un vieillissement de la population. Heureusement, dans chaque village quelques uns se sont accrochés et ont tenu bon. Ils ont développé leur ferme en la modernisant, en agrandissant leur territoire et leur cheptel, luttant ainsi contre l’embroussaillement et la reforestation.
Leur combat et leur ténacité servent aujourd’hui de point d’appui à la revitalisation de la vallée.
Dans les années 60/70, çà d’abord été la mode des résidents secondaires. Les maisons de famille étaient restaurées par leurs propriétaires qui reviennent y passer leurs vacances. D’autres maisons ont été rachetées par des résidents citadins qui les transforment en résidences secondaires. Ils apprécient dans notre vallée le calme, la beauté des paysages. C’était l’époque des estivants – parfois hivernants- qui font revivre nos villages le temps des vacances.
La source du Bès est citée par Gervais de Tilbury dans son Les Divertissements pour un empereur, dans la partie Mirabalia (« Merveilles »). L'eau de la source avait la réputation de guérir les goitreux, ce qui est possible car elle contient naturellement de l'iode. Au cours du temps, les vertus attribuées ont évolué : Honoré Bouche, dans sa Chorographie de la Provence, au XVIIe siècle lui ajoute le pouvoir magique de guérir les écrouelles. Au XIXe siècle, la croyance médiévale en la guérison du goitre disparaît.

## De l'amont vers l'aval
- La clue de Verdaches.
- Le Village de Barles.
- Les clues de Barles, de près de 300 mètres de profondeur.
- La clue du Péouré, où la rivière semble passer par une porte de 150 mètres de haut, la Maurière proche domine la rivière de plus de 400 mètres.
- Près de la clue du Péouré se trouve un sentier de découverte permettant d'accéder à un Refuge d'Art, au belvédère offrant la vue sur le vélodrome d'Esclangon, et sur la passerelle du Bès, un site reconnu mondialement sur le plan géologique et esthétique.
- Tanaron, un village situé à 300 mètres au-dessus du Bès faisant l'objet d'une redynamisation autour de l'art, de l'écologie, du patrimoine historique et naturel et du tourisme.

- L'ichtyosaure de la Robine (ichtyosaure fossilisé).

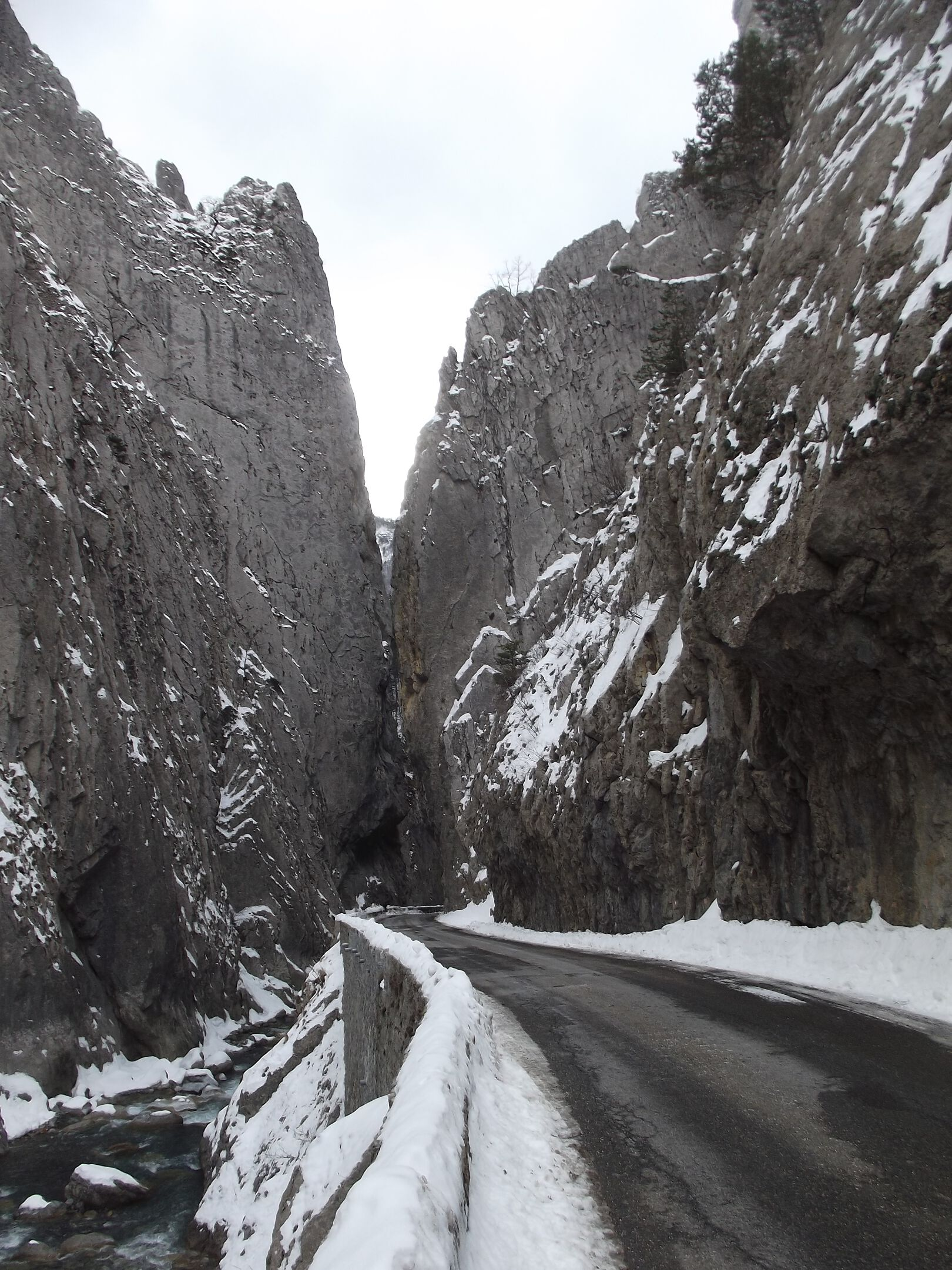
Clues de Barles
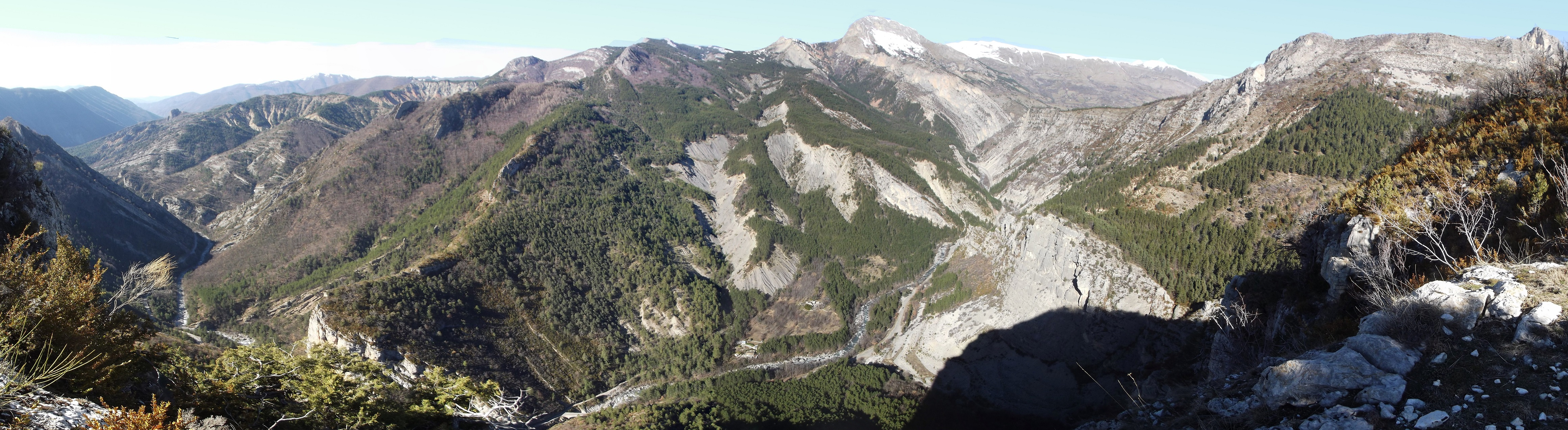
La Bès du belvédère du Vélodrome aux clues de Barles
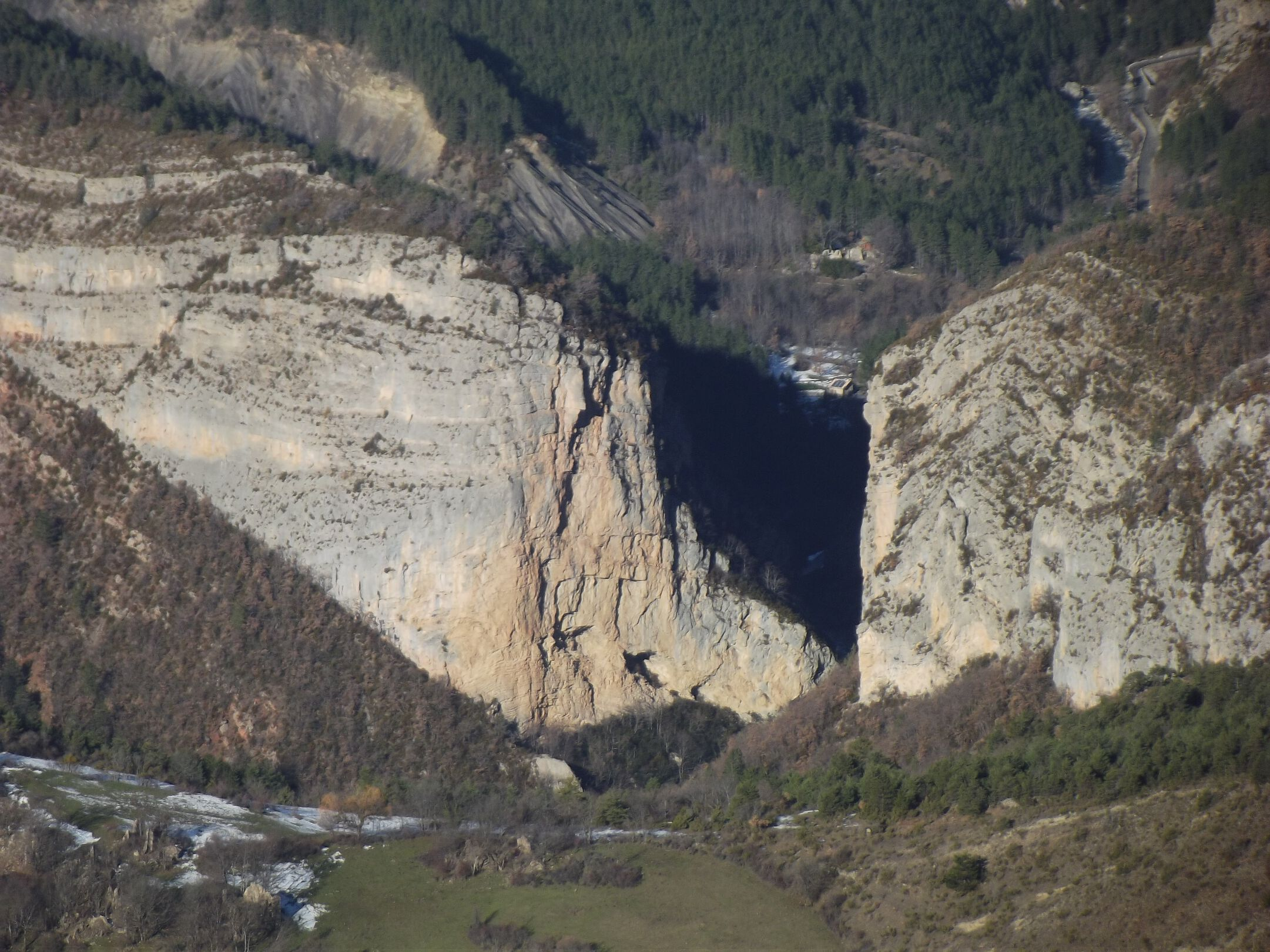
Clue du Pérouré.
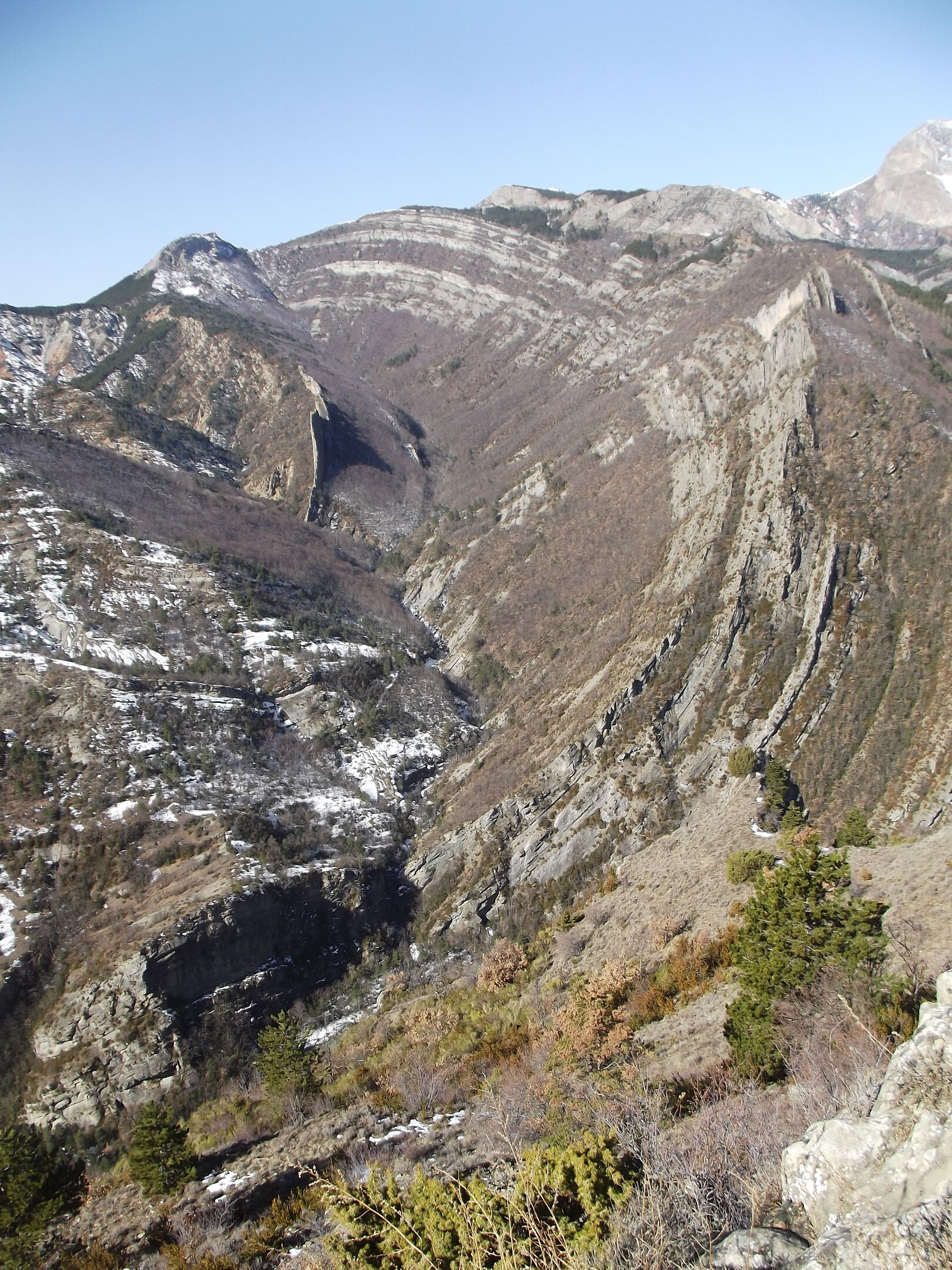
Vélodrome de la Robine.
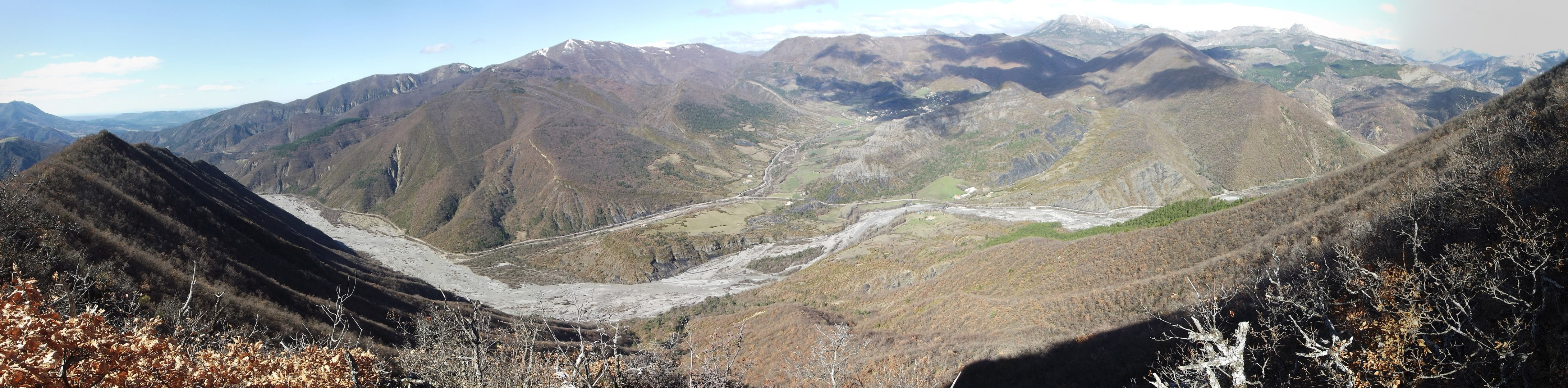
Bès, Galabre et alentours du site de l'Ichtyosaure (tout à droite, la clue du Pérouré)
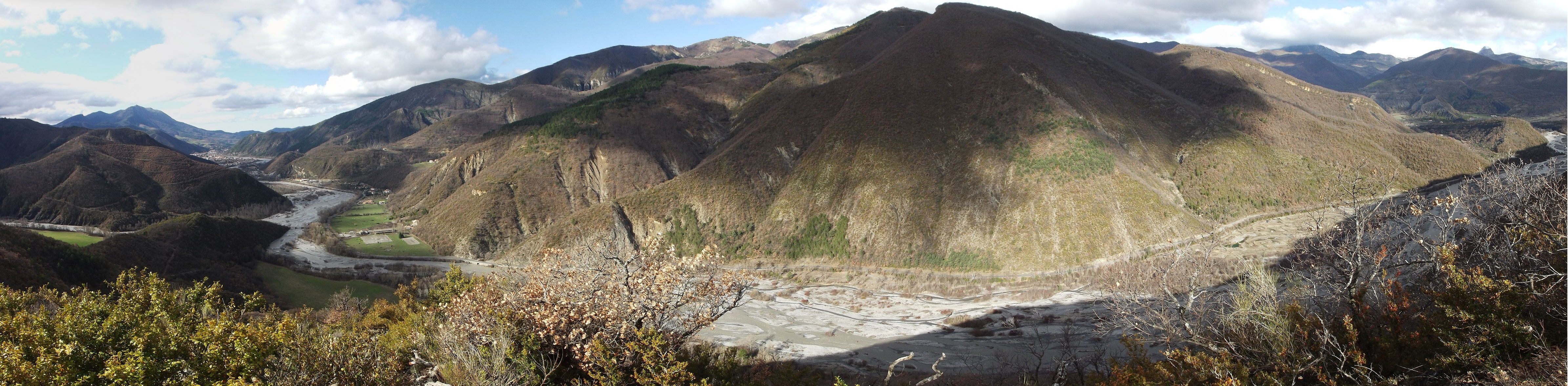
Moulage de pas d'oiseaux fossilisés EsclagonSentinelle des Clues de Barles (Andy Goldsworthy)Clues de Barles Ichtyosaure-site-la-robineBasse vallée du Bès et Bléone (de la confluence Bès-Galabre jusqu'à Digne-les-Bains)